# ファーム (愛媛県)
株式会社ファームは、日本において農業公園（ファームパーク）と称されるテーマパークを運営していた愛媛県の企業。「農村型観光施設」（ファームパーク）という分野を切り開いた先駆者というべき存在であった。2020年に株式会社ワールドインテックに吸収され、ワールドインテックのパークマネジメント事業部となった。

## 概要
開発に際して、自然を生かし、手を入れずローコストなのが特徴であった。テーマパークはライドパークと称されるように有償の「乗り物」が多いのが通例であるが、同社のファームパークには電動の「乗り物」は殆ど存在せず、家畜動物との触れ合いなど、小さい子供の居る家族が低予算で屋外で一日楽しめる施設をコンセプトとした。この経営スタイルは、過疎・雇用の場の確保・遊休地の有効活用に悩む過疎自治体から注目された。
最初の10施設までは、用地の選定から地権者との交渉まで、全て創業者の久門渡自身が行っていた。その後は、地権者等の合意取り付け、とりまとめ、用地買収・進入道路等の基盤投資は地元自治体が行い、同社がノウハウを生かした施設を設置するパターンが増えた。2005年（平成17年）頃からは指定管理者制度の導入に伴い、同社のファームパークが近傍施設の指定管理を引き受けるケースが増えた。

## 沿革

### 創業とファームの設立
創業者の久門渡（1939 -）は、愛媛県西条市南部の畜産農家出身で農業を継ぐ予定であったが、高校卒業を前にして父親が事故で亡くなり、農地は人手に渡ったため、地元の建設会社に就職した。若くして建築資材販売会社を起こして独立、事業を広げ、ガソリンスタンドやスーパーマーケットなども手がけた。グループのメインになっていた会社は「西条金属株式会社」（現・株式会社サイジョウ）であった。久門は「西条ゴルフ倶楽部」など、10余りの企業を運営するに至っていたが、寂れていく農村を目の当たりにして、地域復興のために農業や牧場をテーマにした観光施設を作る考想を練るようになり、その運営のために「ファーム」を設立した。
1986年(昭和61年）にファームパークの第1号として「高原牧場市倉ファーム」を開設した（2007年に閉園）。これが同社のファームパークの原点となっている。続いて1987年（昭和62年）には「四国ニュージーランド村」等を開設した。その後、広島県高宮町（現:安芸高田市）の「虹の家族村　広島ニュージーランド村」（1990年7月開園、2008年8月閉園）など自治体とのタイアップが多くなった。1990年には愛媛の文化などをテーマとした「足立の庄」をオープンする。1996年（平成8年）には9施設目となる西条市に「石鎚芸術村チロルの森」を設立。施設内で地ビールの製造を開始した。このためにファームは1996年6月25日にビール製造免許を取得している。｢石鎚芸術村チロルの森｣を皮切りに、他の施設においても次々と地ビール製造に乗り出した。2001年に足立の庄が閉鎖され、翌年愛媛わんわん村として再オープンする。趣向を変えて再オープンしたとはいえ、これがファームのテーマパークの最初の閉鎖であり、その後各地のテーマパークで閉鎖や運営からの撤回が相次ぐようになるが、ファームの最盛期は2002年頃であった。その頃の様子については鹿児島大学農学部の荒川らがまとめた報告「ファームパーク運営の実態 : 「株式会社ファーム」の事例分析」」に詳しく纏められている。

### 久門の解任
2002年4月期をピークに業績は長期低迷することになる。2003年10月には、ガソリンスタンドの運営から撤退する。2009年には石鎚芸術村チロルの森が閉鎖される。そんな中、久門渡は農業再生法人・株式会社「大和さくらい」を設立して代表取締役に就任。2010年3月に事業主体が株式会社ファーム、運営主体が株式会社大和さくらいの農業公園「大和さくらい　卑弥呼の庄」を奈良県桜井市にオープンするが、オープン直前の2009年8月に久門はファームの代表取締役社長を解任される。ファームが離脱して「大和さくらい」の単独運営になった卑弥呼の庄はオープンから僅か7カ月で休園し、その後債権者らによって再運営されるが2012年に閉鎖される。「大和さくらい」も2016年4月に破産する。

### 民事再生
2013年4月期にはファームは整理回収機構の支援を受けて経営再建を進めたが、森貞幸浩が社長を務めていた2016年5月30日に東京地方裁判所へ民事再生法の適用を申請した。ガソリンスタンドやスーパーなどの異業種への進出など多角化も試みられたが、経営が軌道に乗らず撤退するなどしていた。その後、2016年12月22日に福岡市の人材派遣会社ワールドホールディングスを民事再生スポンサーに選定。ファームは2017年2月3日に、100%減資を行った上で、ワールドホールディングスに対して第三者割当増資を実施したと同時に、ワールドホールディングスの連結子会社となった。同年5月1日に民事再生手続は終結している。2017年11月30日に「赤城高原牧場クローネンベルク」が閉鎖。

### 消滅
2020年7月1日にワールドホールディングスの子会社のワールドインテックに吸収合併され、同社のパークマネジメント事業部となった。愛媛県西条市の本社社屋はそのままワールドインテックの西条事業部となる。

## 拠点（2020年当時）
- 本社 - 愛媛県西条市大町1705番地1
- 東京支店 - 東京都港区東新橋2-14-1 NBFコモディオ汐留2F

## 2020年時点で運営中だった施設
- 茨城県 - こもれび森のイバライド - 旧江戸崎農業公園 ポティロンの森
- 千葉県 - 千葉市動物公園内の「ふれあい動物の里」
- 岐阜県 - 美濃加茂サービスエリア（子会社の株式会社美濃加茂ファームが運営）
- 滋賀県 - 滋賀農業公園ブルーメの丘
- 大阪府 - 堺・緑のミュージアム ハーベストの丘（子会社の株式会社堺ファームが運営）
- 岡山県 - おかやまフォレストパーク ドイツの森

## 閉園・運営撤退した施設
ファームの前身となった西条金属（株）の時代も含む
- 岩手県 - とうほくニュージーランド村
- 群馬県 - 赤城クローネンベルク
- 長野県 - 信州塩尻農業公園チロルの森
- 岐阜県 - 平湯大滝公園 - ファームが手掛ける21番目の施設[12]
- 岐阜県 - 日本昭和村 - その後別法人が運営。
- 岐阜県 - 奥飛騨山之村牧場 - 第三セクター方式で運営したが一旦閉鎖。その後別法人が運営。
- 京都府 - 京都丹後あじわいの郷ゆーらぴあ(1997年-) - 2014年閉鎖。その後別法人が道の駅丹後王国「食のみやこ」を運営。
- 奈良県 - 卑弥呼の庄（計画段階で参加していたが、オープン直前に脱退）
- 兵庫県 - ヨーデルの森 - 第三セクター方式で運営したが一旦閉鎖。その後別法人が運営。
- 兵庫県 - 淡路ワールドパークONOKORO - 2006-2012年の間、運営委託される[13][14]。
- 兵庫県 - 淡路ファームイングランドの丘 - 業務から撤退。施設はその後運営継続。
- 広島県 - 広島ニュージーランド村 - 閉鎖後は太陽光発電所に。
- 島根県 - 斐川リフレッシュパーク出雲いりすの丘 - 平成20年に経営離脱、温泉以外は閉鎖。
- 山口県 - 山口ニュージーランド村 - 閉鎖後は太陽光発電所に。
- 香川県 - 四国ニュージーランド村 - 閉鎖後は太陽光発電所に。
- 愛媛県 -  ていれぎの里（愛媛県西条市）-昭和62年3月オープン
- 愛媛県 - 市倉ファーム
- 愛媛県 - 足立の庄 -  閉鎖後は愛媛わんわん村へ転換
- 愛媛県 - 愛媛わんわん村
- 愛媛県 - 石鎚芸術村チロルの森
- 愛媛県 - フォルテ西条(1997年-)
- 愛媛県 - エルンテ大洲
- 長崎県 - いこいの里あぐりの丘(1998年-) - 経営撤退